# Degré d'usure d'un marquage routier
L’essai de détermination du degré d'usure d'un produit de marquage routier est un essai routier in situ, c'est-à-dire réalisé sur un site réel ou expérimental, qui permet de déterminer l'état de vieillissement du marquage au travers du taux de produit restant au sol.
Il convient de ne pas confondre cet essai avec l'essai de résistance à l'usure d'un marquage routier.

## Descriptif de l’essai
L'essai consiste à faire simplement une photo du marquage à côté duquel on aura placé une référence de photos présentant les différents degrés d'usure normés.
L'opérateur évalue ensuite la référence qui se rapproche le plus du marquage.
Plusieurs opérateurs procèdent à plusieurs mesures pour éviter le jugement erroné d'un seul individu.